# 게리 (인디애나주)

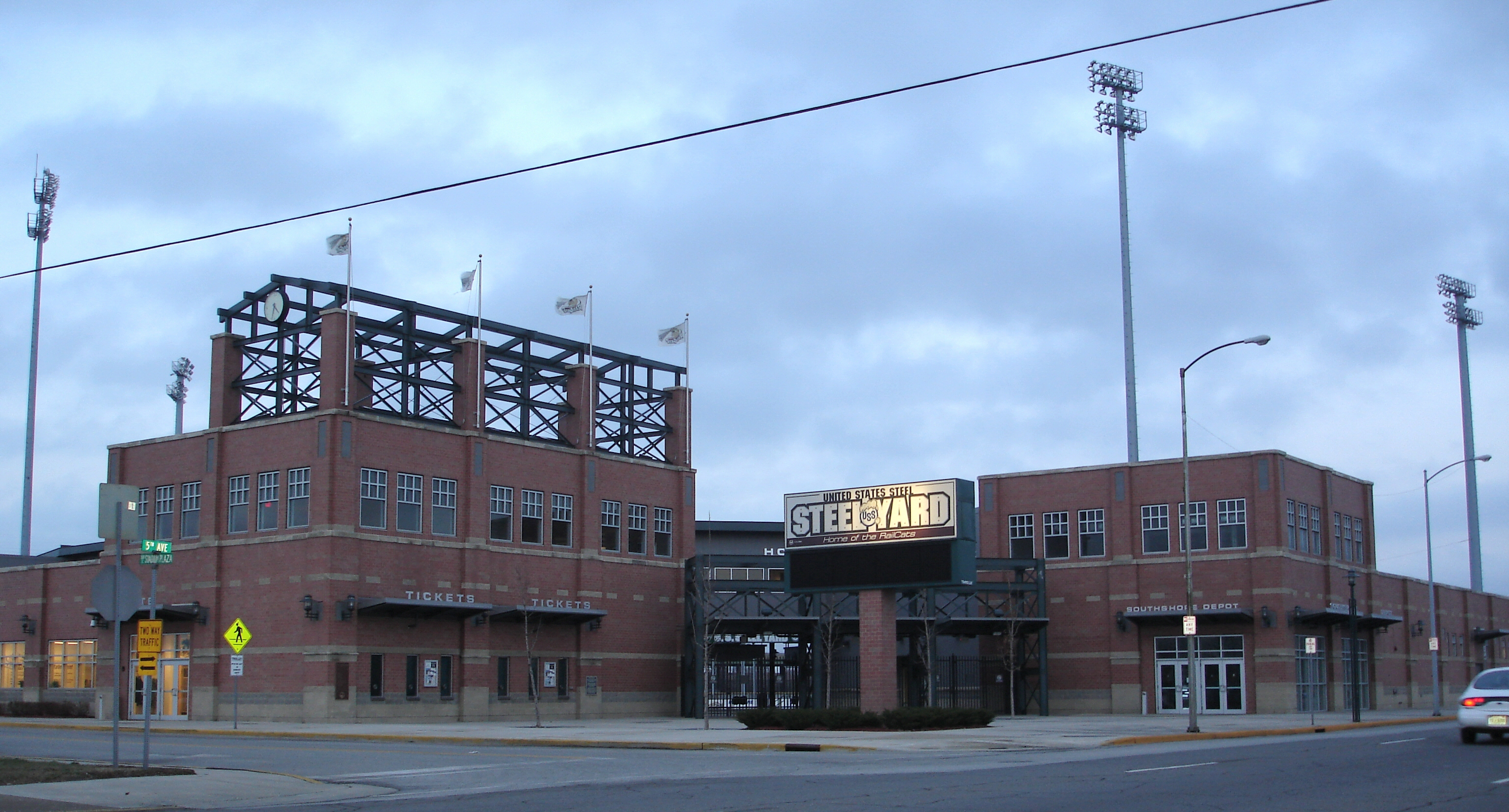
게리

게리(Gary)는 미국 인디애나주 북서부에 있는 레이크군에 있는 도시이며, 제1의 철강업 도시이다. 면적 52 스퀘어 마일(135 스퀘어 킬로미터)로 인디애나 주에 있는 대도시들 중의 하나이며, 인류 최초로 달 궤도를 비행한 아폴로 8호에 탑승한 우주인 프랭크 보먼과 가수 마이클 잭슨의 출생지로 유명하다.
주의 북서부 미시간호 인근에 있으며, 게리는 재스퍼, 레이크, 뉴턴과 포터 카운티들로 이루어져 있다. 인구는 675,971명이며, 시카고-네이퍼빌-졸리엣 메트로폴리탄 지역의 일부이다.
1906년 U. S. 철강 주식회사가 현재 게리의 대지에 제철 공장을 세우기 시작하였다. 같은 해 회사는 제철 공장의 근로자들과 그들의 가족들을 위한 타운을 설립하였다. 인디애나 대학교의 캠퍼스가 있으며, 근처에는 퍼듀 대학교의 캠퍼스가 있다.

## 경제
게리의 경제는 철강업에 기초를 두었다. U. S. 철강 주식회사의 게리 워크스는 세계에서 가장 큰 제철소들 주의 하나이다. 3개의 다른 큰 제철소들은 이 지방에 있다. 게리와 캘러멧 지방의 일부인 근처의 도시들 이스트 시카고, 해먼드와 화이팅은 미국의 최고도의 산업이 발달한 지역들 중의 하나이다.
화물 철도와 주요 고속도로들이 도시 혹은 그 근처를 지나간다. 도시는 하나의 공항이 있고, 미시간 호와 근처에 있는 2개의 강들에 놓인 항구들이 도시에 봉사하고 있다.
게리의 정부는 시장 의회적으로 이루어졌다. 시장과 9명의 의원들은 4년의 임기를 두었다.

## 역사
1600년대, 1700년대와 1800년대에 현재 게리의 지역에는 마이애미 족과 포타와토미 족들이 살고 있었다. 1900년 전에 습지와 모래 언덕들이 대지를 덮었고, 몇몇 안되는 백인들이 정착하였다. 1906년 미국 철강 주식회사가 습지와 모래 언덕들에 채워졌다. 회사는 동부의 탄광과 북부의 철광 사이에 놓여있는 대지에 제철소를 세웠다. 석탄과 철광석은 제철을 만드는 데 쓰이는 주요 원료들이다. 그해에 도시로 합병되었고, 1909년에는 제철소 운영이 시작되어 아프리카계 미국인, 유럽 이민들과 히스패닉들을 포함한 수천명의 근로자들을 끌어들였다. 1920년으로 봐서 게리는 대략 55,000명의 인구와 함께 산업의 중심지가 되었다.
1960년대에는 백인들이 외곽들로 이주한 이유로 도시의 인구가 떨어졌다. 2000년으로 봐서 아프리카계 미국인들이 인구의 85 퍼센트를 차지하였다.
1967년 게리의 투표인들은 리처드 G. 해처를 도시의 첫 흑인 시장으로 선출하였다. 민주당 소속이며 1968년부터 임기를 시작한 해처는 4번이나 재선되어 1987년까지 시장직에 있었다. 해처의 임기 중에 게리에서는 주택의 상태를 향상시켰고 연방적 직업 훈련 프로그램을 얻는 데 도움을 주었다.
1960년대와 1970년대 동안에 도시의 그 산업들으 공장들과 제철소들에 의하여 일어난 공해를 줄이는 일을 하였다. 그 동안에 공기의 질은 두드러지게 향상되었다. 하지만, 제철소들과 다른 산업들로부터 공해가 심각한 문제들로 지속되었다.
1982년 다운타운 게리에 제너시스 집회소가 개장되었다. 1980년부터 1990년까지 도시의 인구는 23 퍼센트로 떨어져 미국에서 다른 도시들보다 더 많이 감소하였다. 1990년부터 2000년까지 12 퍼센트로 떨어졌다. 1996년에는 게리의 미시간주 언덕에 2개의 카지노 보트들이 운영되기 시작하여 게리 시민들을 위한 많은 직업들을 마련하였다.

## 인구
| 인구조사                            | 인구    | Note  | %±     |
| ----------------------------------- | ------- | ----- | ------ |
| 1910년                              | 16,802  |       | —      |
| 1920년                              | 55,378  |       | 229.6% |
| 1930년                              | 100,666 |       | 81.8%  |
| 1940년                              | 111,719 |       | 11.0%  |
| 1950년                              | 133,911 |       | 19.9%  |
| 1960년                              | 178,320 |       | 33.2%  |
| 1970년                              | 175,415 |       | −1.6%  |
| 1980년                              | 151,968 |       | −13.4% |
| 1990년                              | 116,646 |       | −23.2% |
| 2000년                              | 102,746 |       | −11.9% |
| 2010년                              | 80,294  |       | −21.9% |
| 2019 (추산)                         | 74,879  | [ 1 ] | −6.7%  |
| U.S. Decennial Census 2018 Estimate |         |       |        |

## 기후
| Gary, Indiana의 기후      | Gary, Indiana의 기후 | Gary, Indiana의 기후 | Gary, Indiana의 기후 | Gary, Indiana의 기후 | Gary, Indiana의 기후 | Gary, Indiana의 기후 | Gary, Indiana의 기후 | Gary, Indiana의 기후 | Gary, Indiana의 기후 | Gary, Indiana의 기후 | Gary, Indiana의 기후 | Gary, Indiana의 기후 | Gary, Indiana의 기후 |
| 월                        | 1월                  | 2월                  | 3월                  | 4월                  | 5월                  | 6월                  | 7월                  | 8월                  | 9월                  | 10월                 | 11월                 | 12월                 | 연간                 |
| ------------------------- | -------------------- | -------------------- | -------------------- | -------------------- | -------------------- | -------------------- | -------------------- | -------------------- | -------------------- | -------------------- | -------------------- | -------------------- | -------------------- |
| 역대 최고 기온 °F (°C)    | 70 (21)              | 70 (21)              | 81 (27)              | 92 (33)              | 100 (38)             | 106 (41)             | 104 (40)             | 102 (39)             | 103 (39)             | 92 (33)              | 84 (29)              | 67 (19)              | 106 (41)             |
| 일평균 최고 기온 °F (°C)  | 31.5 (−0.3)          | 35.2 (1.8)           | 44.7 (7.1)           | 58.4 (14.7)          | 69.1 (20.6)          | 79.6 (26.4)          | 83.8 (28.8)          | 82.5 (28.1)          | 75.5 (24.2)          | 64.6 (18.1)          | 48.5 (9.2)           | 35.8 (2.1)           | 59.1 (15.1)          |
| 일평균 최저 기온 °F (°C)  | 16.5 (−8.6)          | 19.9 (−6.7)          | 29.0 (−1.7)          | 40.0 (4.4)           | 49.7 (9.8)           | 59.9 (15.5)          | 64.9 (18.3)          | 63.9 (17.7)          | 56.0 (13.3)          | 45.7 (7.6)           | 33.2 (0.7)           | 21.9 (−5.6)          | 41.7 (5.4)           |
| 역대 최저 기온 °F (°C)    | −22 (−30)            | −10 (−23)            | −6 (−21)             | 17 (−8)              | 25 (−4)              | 36 (2)               | 46 (8)               | 43 (6)               | 33 (1)               | 20 (−7)              | −1 (−18)             | −17 (−27)            | −22 (−30)            |
| 평균 강수량 인치 (mm)     | 1.8 (46)             | 1.7 (43)             | 3.3 (84)             | 3.7 (94)             | 3.8 (97)             | 4.5 (110)            | 3.5 (89)             | 3.4 (86)             | 3.9 (99)             | 2.6 (66)             | 2.5 (64)             | 3.0 (76)             | 37.8 (960)           |
| 평균 강설량 인치 (cm)     | 7.8 (20)             | 5.4 (14)             | 3.0 (7.6)            | 0.7 (1.8)            | 0 (0)                | 0 (0)                | 0 (0)                | 0 (0)                | 0 (0)                | 0.2 (0.51)           | 1.7 (4.3)            | 5.9 (15)             | 24.7 (63)            |
| 평균 강수일수 (≥ 0.01 in) | 9                    | 9                    | 11                   | 12                   | 12                   | 10                   | 9                    | 8                    | 9                    | 8                    | 10                   | 9                    | 116                  |
| 출처 1: Weatherbase       |                      |                      |                      |                      |                      |                      |                      |                      |                      |                      |                      |                      |                      |
| 출처 2:                   |                      |                      |                      |                      |                      |                      |                      |                      |                      |                      |                      |                      |                      |

## 같이 보기
- 마그니토고르스크